# Cecropia reticulata
Cecropia reticulata är en nässelväxtart som beskrevs av José Cuatrecasas. Cecropia reticulata ingår i släktet Cecropia och familjen nässelväxter. Inga underarter finns listade i Catalogue of Life.